# Кьонан

35°6′40″ пн. ш. 139°50′8″ сх. д. / 35.11111° пн. ш. 139.83556° сх. д.
Кьо́нан (яп. 鋸南町, きょなんまち, МФА: [kʲoːnaɴ mat͡ɕi̥]) — містечко в Японії, в повіті Ава префектури Тіба. Станом на 1 жовтня 2008 площа містечка становила 45,16 км². Станом на 1 січня 2009 населення містечка становило 9206 осіб.